# Amt Golzow
Das Amt Golzow [ˈgɔltsoː] ist ein 1992 gebildetes Amt im Landkreis Märkisch-Oderland des deutschen Bundeslandes Brandenburg, in dem zunächst zwölf Gemeinden im damaligen Kreis Seelow zu einem Verwaltungsverbund zusammengefasst wurden. Amtssitz ist die Gemeinde Golzow. Durch Gemeindezusammenschlüsse hat das Amt heute nur noch fünf Gemeinden.

## Geographische Lage
Das Amt Golzow liegt im Osten des Landkreises Märkisch-Oderland. Es grenzt im Norden an die Gemeinde Letschin, im Osten an die Republik Polen, im Süden an das Amt Lebus und im Westen an die Stadt Seelow.

## Gemeinden und Ortsteile
Das Amt Golzow verwaltet fünf Gemeinden:
- Alt Tucheband mit den Ortsteilen Alt Tucheband, Hathenow und Rathstock
- Bleyen-Genschmar mit den Ortsteilen Bleyen und Genschmar
- Golzow
- Küstriner Vorland mit den Ortsteilen Gorgast, Küstrin-Kietz und Manschnow
- Zechin mit den Ortsteilen Buschdorf, Friedrichsaue und Zechin

## Geschichte
Der Minister des Innern des Landes Brandenburg erteilte der Bildung des Amtes Golzow am 30. Juni 1992 seine Zustimmung. Als Zeitpunkt des Zustandekommens des Amtes wurde der 6. Juli 1992 festgelegt. Das Amt hatte seinen Sitz in der Gemeinde Golzow und bestand aus zwölf Gemeinden des damaligen Kreises Seelow: Alt Tucheband, Buschdorf, Bleyen, Friedrichsaue, Genschmar, Golzow, Gorgast, Hathenow, Manschnow, Küstrin-Kietz, Rathstock und Zechin.
Zum 31. Dezember 1997 schlossen sich die Gemeinden Gorgast, Manschnow und Küstrin-Kietz zur neuen Gemeinde Küstriner Vorland zusammen. Die Gemeinden Buschdorf, Friedrichsaue und Zechin bildeten ebenfalls zum 31. Dezember 1997 die neue Gemeinde Zechin.
Mit Wirkung zum 31. Dezember 2001 wurde die Bildung der neuen amtsangehörigen Gemeinde Alt Tucheband aus den Gemeinden Hathenow, Alt Tucheband und Rathstock vom Ministerium des Innern des Landes Brandenburg genehmigt. Ebenfalls zum 31. Dezember 2001 schlossen sich die Gemeinden Bleyen und Genschmar zur neuen Gemeinde Bleyen-Genschmar zusammen.

## Bevölkerungsentwicklung
| Jahr | Einwohner |
| ---- | --------- |
| 1992 | 7 214     |
| 1995 | 6 991     |
| 2000 | 6 859     |
| 2005 | 6 271     |
| 2010 | 5 699     |
| 2015 | 5 313     |

| Jahr | Einwohner |
| ---- | --------- |
| 2020 | 5 262     |
| 2021 | 5 240     |
| 2022 | 5 191     |
| 2023 | 5 179     |
| 2024 | 5 178     |

Gebietsstand des jeweiligen Jahres, Einwohnerzahl: Stand 31. Dezember, ab 2011 auf Basis des Zensus 2011, ab 2022 auf Basis des Zensus 2022

## Politik

### Amtsdirektor
- 1992–2000: Klaus-Dieter Lehmann
- 2000–2021: Lothar Ebert
- seit 2021: Tino Krebs

Ebert wurde am 21. Juni 2016 für weitere acht Jahre in seinem Amt bestätigt. 2021 trat er in den Ruhestand.
Im April 2021 wurde Tino Krebs vom Amtsausschuss als neuer Amtsdirektor gewählt. Er trat sein Amt am 1. Oktober 2021 an.

### Wappen
| Wappen des Amtes Golzow | Blasonierung: „In Silber ein Bund von zwölf lanzettenförmigen grünen Halmen, umschlungen von einem beiderseits mit blütenartigen Zierelementen besetzten goldenen Reif.“ |
| Wappen des Amtes Golzow | Das Wappen wurde am 29. März 1995 durch das Ministerium des Innern genehmigt.                                                                                            |

### Flagge
Die Flagge des Amtes ist Grün und oberhalb der Mitte mit dem Amtswappen belegt.

### Dienstsiegel
Das Dienstsiegel zeigt das Wappen des Amtes mit der Umschrift AMT GOLZOW • LANDKREIS MÄRKISCH-ODERLAND.

## Belege
1. ↑  Bevölkerungsstand im Land Brandenburg Dezember 2024 (Fortgeschriebene amtliche Einwohnerzahlen, basierend auf dem Zensus 2022) (Hilfe dazu).
2. ↑  Golzow | Service Brandenburg. Abgerufen am 3. Mai 2024.
3. ↑  Bildung des Amtes Golzow. Bekanntmachung des Ministers des Innern vom 30. Juni 1992. Amtsblatt für Brandenburg - Gemeinsames Ministerialblatt für das Land Brandenburg, 3. Jahrgang, Nummer 52, 24. Juli 1992, S. 952.
4. ↑  Bildung einer neuen Gemeinde Küstriner Vorland. Bekanntmachung des Ministers des Innern vom 14. Oktober 1997. Amtsblatt für Brandenburg Gemeinsames Ministerialblatt für das Land Brandenburg, 8. Jahrgang, Nummer 45, 14. November 1997, S. 926.
5. ↑  Bildung einer neuen Gemeinde Zechin. Bekanntmachung des Ministers des Innern vom 14. Oktober 1997. Amtsblatt für Brandenburg Gemeinsames Ministerialblatt für das Land Brandenburg, 8. Jahrgang, Nummer 45, 14. November 1997, S. 927.
6. ↑  Bildung der neuen Gemeinde Alt Tucheband. Bekanntmachung des Ministeriums des Innern Vom 17. Oktober 2001. Amtsblatt für Brandenburg Gemeinsames Ministerialblatt für das Land Brandenburg, 12. Jahrgang, 2001, Nummer 46, Potsdam, den 14. November 2001, S. 779 PDF
7. ↑  Bildung der neuen Gemeinde Bleyen-Genschmar. Bekanntmachung des Ministeriums des Innern vom 17. Oktober 2001. Amtsblatt für Brandenburg Gemeinsames Ministerialblatt für das Land Brandenburg, 12. Jahrgang, 2001, Nummer 46, Potsdam, den 14. November 2001, S. 779 PDF
8. ↑  Historisches Gemeindeverzeichnis des Landes Brandenburg 1875 bis 2005. Landkreis Märkisch-Oderland. S. 16–17
9. ↑  Bevölkerung im Land Brandenburg von 1991 bis 2017 nach Kreisfreien Städten, Landkreisen und Gemeinden, Tabelle 7
10. ↑  Amt für Statistik Berlin-Brandenburg (Hrsg.): Statistischer Bericht A I 7, A II 3, A III 3. Bevölkerungsentwicklung und Bevölkerungsstand im Land Brandenburg (jeweilige Ausgaben des Monats Dezember)
11. ↑  Amtsdirektor wiedergewählt. In: Märkische Oderzeitung. 23. Juni 2016 (moz.de).
12. ↑  Neuer Chef für das Golzower Amt gesucht. In: Märkische Oderzeitung. 27. Januar 2021, abgerufen am 4. November 2021.
13. ↑  Amtsanzeiger Golzow, 1. November 2021, S. 1.
14. ↑  Wappenangaben auf dem Dienstleistungsportal der Landesverwaltung des Landes Brandenburg